# Mike Post
Leland Michael Postil, noto come Mike Post (Berkeley, 29 settembre 1944), è un compositore e produttore discografico statunitense.

## Carriera
È noto per aver realizzato le musiche di diverse serie e film televisivi (tra cui tutti quelli legati al franchise Law & Order), nonché film per il cinema. Attivo come produttore, musicista e compositore, ha collaborato con The Murmaids, The Outcasts, Mason Williams, Kenny Rogers, Dolly Parton (9 to 5 and Odd Jobs) e Van Halen (Van Halen III).
Ha vinto diversi Grammy e un Emmy Award. Soprattutto a inizio carriera ha collaborato spesso "a quattro mani" con Pete Carpenter.

## Colonne sonore
- Griff (1973-1974)
- Agenzia Rockford (1974-1980)
- La squadriglia delle pecore nere (1976-1978)
- Time Out (1978-1981)
- 240-Robert (1979)
- Captain America (1979)
- Captain America II: Death Too Soon (1979)
- Stone (1979-1980)
- Premiata agenzia Whitney (1980)
- Scout's Honor (1980)
- Magnum, P.I. (1980-1988)
- Ralph supermaxi eroe (1981-1986)
- Hill Street giorno e notte (1981-1987)
- I predatori dell'idolo d'oro (1982-1983)
- A-Team (1983-1987)
- Hardcastle & McCormick (1983-1985)
- Hand Gun - Un bersaglio particolare (1984)
- No Man's Land (1984)
- Hunter (1984)
- Riptide (1984-1986)
- Hunter (1984-1991)
- Cuore di campione (1985)
- Avvocati a Los Angeles (1986-1994)
- Hopperman (1987-1989)
- Oltre la legge - L'informatore (1987-1990)
- Crimini misteriosi (1989)
- In viaggio nel tempo (1989-1990)
- Doogie Howser (1989-1993)
- Law & Order - I due volti della giustizia (1990-in corso)
- Corsie in allegria (1991-1994)
- The Hat Squad (1992-1993)
- Renegade (1992-1997)
- NYPD - New York Police Department (1993-2005)
- The Byrds of Paradise (1994)
- Greyhounds (1994)
- Guardia del corpo (1995)
- Murder One (1995-1997)
- The Jeff Foxworthy Show (1995-1997)
- Profit (1996)
- Total Security (1997)
- Brooklyn South (1997-1998)
- Omicidio a Manhattan (1998)
- Dr. Quinn - Il film (1999)
- Law & Order - Unità vittime speciali (1999-in corso)
- Philly (2001-2002)
- Law & Order: Criminal Intent (2001-2011)
- Dragnet (2003-2004)
- Blind Justice (2005)
- Law & Order - Il verdetto (2005-2006)
- The Poker House (2008)

## Discografia
- 1969 - Fused (come The Mike Post Coalition)
- 1975 - Railhead Overture
- 1982 - Television Theme Songs
- 1988 - Music from L.A. Law and Otherwise
- 1994 - Inventions from the Blue Line